# 藤元登四郎
藤元 登四郎（ふじもととしろう、1941年-）は、日本の小説家、医師。

## 略歴
宮崎県都城市出身。東京大学医学部卒業。
医学博士（東京大学）。社団法人八日会 元理事長。
一般社団法人藤元メディカルシステム 元理事長。
日本SF作家クラブ会員。
2008年「『アンドロイドは電気羊の夢を見るか？』と精神病理学」で第四回日本SF評論賞候補。
2009年「スキャナー・ダークリーと多重人格」で第五回日本SF評論賞候補。
2010年「『高い城の男』――ウクロニーと「易経」」で日本SF評論賞選考委員特別賞受賞。
2021年「祇園『よし屋』の女医者」（小学館文庫）で作家としてデビュー。同作により、2022年啓文堂書店時代小説文庫大賞を受賞。
都城市で病院を経営していたが、引退後は京都市在住。

## 作品リスト

### 小説
- 祇園『よし屋』の女医者」（小学館文庫）[1]
- 祇園『よし屋』の女医者　母子笛」（小学館文庫）[2]

### その他の著書
- 『アンドロイドは電気羊の夢を見るか?』と精神病理学[3]
- スキャナー・ダークリーと多重人格[4]
- 『高い城の男』――ウクロニーと「易経」[5]
- シュルレアリスト精神分析――ボッシュ＋ダリ＋マグリット＋エッシャー＋初期荒巻義雄／論（中央公論事業出版）[6]
- 〈物語る脳〉の世界――ドゥルーズ/ガタリのスキゾ分析から荒巻義雄を読む（寿郎社）[7]
- 荒木経惟と結合の欲望（祥伝社）[8]

### 翻訳
- ステファンヌ・マンフレド『フランス流SF入門』（幻冬舎ルネサンス）
- ジャン・ギャラベ『アンリ・エー入門 エーと現代の精神医学思想』（創造出版）
- ピエール・マルシェ『精神活動―脳科学と新しい精神医学』（創造出版）
- アンリ・エー『統合失調症』（創造出版）
- デュシェ・ディディエ‐ジャック『小児精神医学の歴史』（そうろん社）
- アンリ・エー『精神医学とは何か―反精神医学への反論』（創造出版）